# Liste des épisodes d'Alerte Cobra

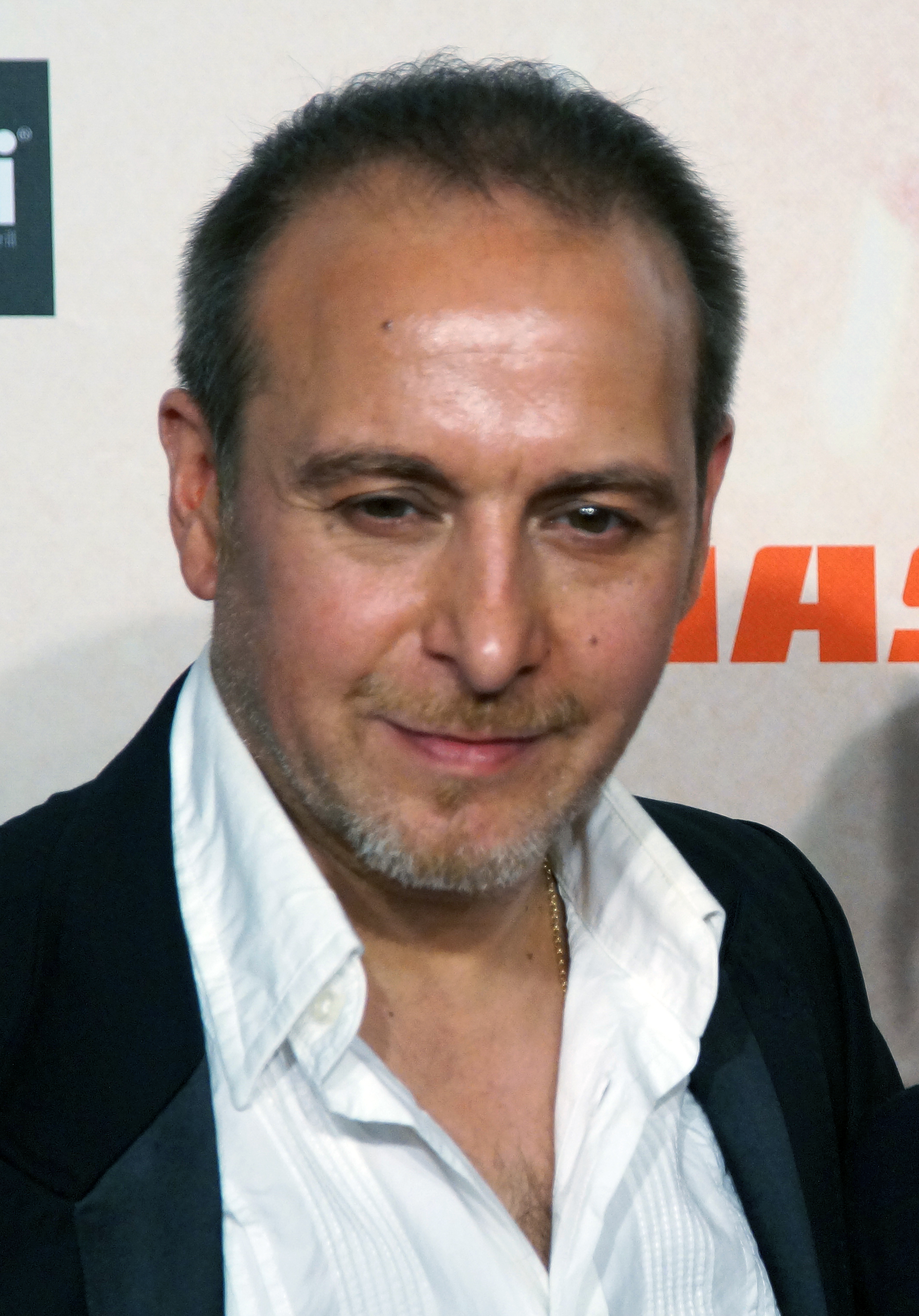
Erdogan Atalay, acteur principal de la série depuis 1996. Il y joue le rôle de Sami Gerçan.

Cette page présente la liste des épisodes de la série télévisée allemande Alerte Cobra. Elle est composée de 383 épisodes au 24 janvier 2025.

## Liste des saisons
Sauf indication contraire, la diffusion originale se fait en Allemagne sur la chaine RTL Television.

### Saison 1 (1996)

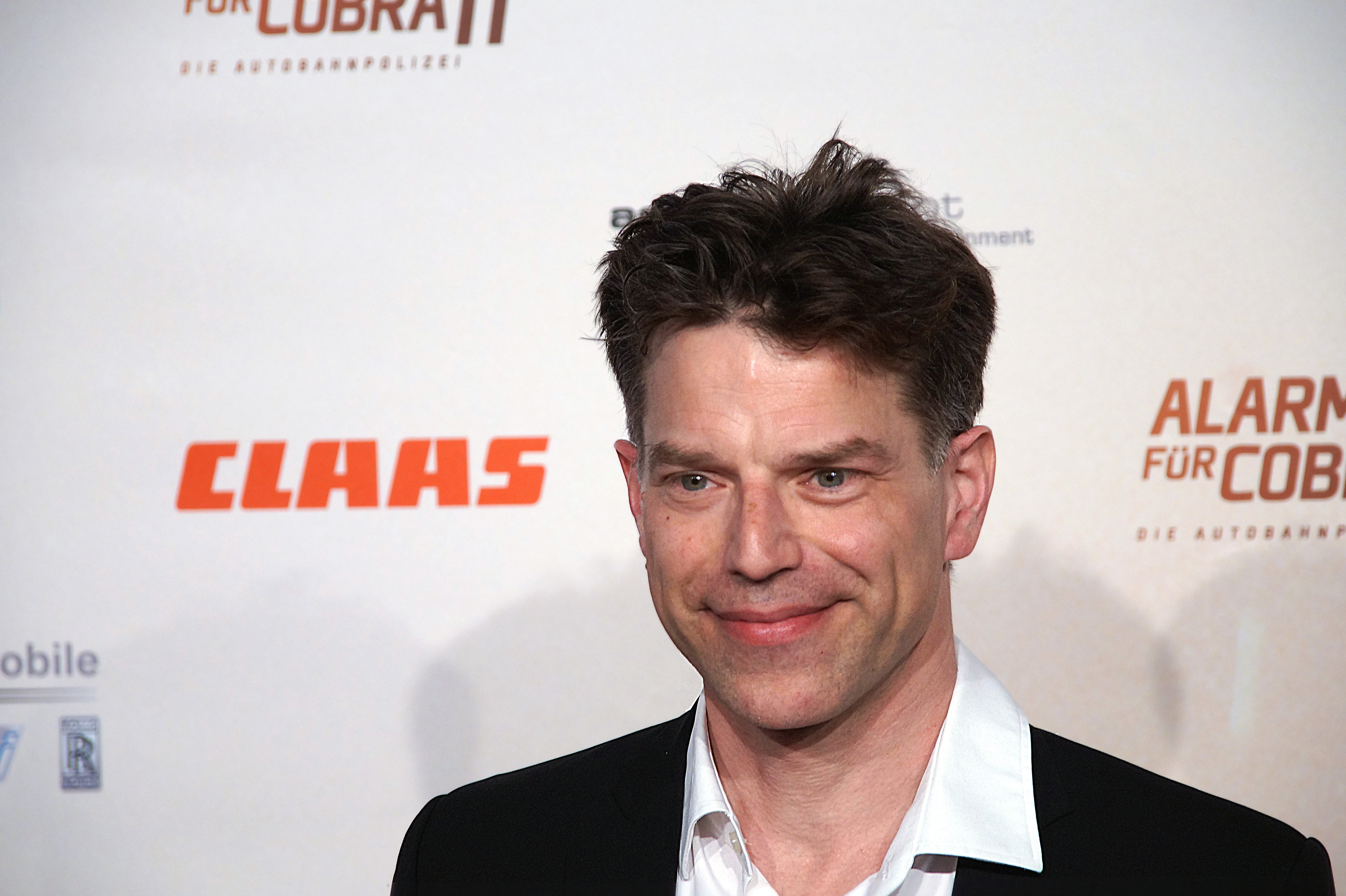
Johannes Brandrup, interprète de Frank Nolte.

Elle a été diffusée du 12 mars au 7 mai 1996 et est composée de neuf épisodes dont un de 90 minutes.
En France, elle est diffusée du 15 au 25 mars 1997 sur TF1.
1. 01 - Bombes au kilomètre 92 (Bomben bei Kilometer 92) — 90 min.
2. 02 - Roses rouges et sombre racket (Roten rosen, schwarzen Tod)
3. 03 - Un nouveau coéquipier (Der neue Partner)
4. 04 - L'affaire du canard en plastique (Mord und Totschlag)
5. 05 - À tombeau ouvert (Tod bei Tempo 100)
6. 06 - Le vieil homme et l'enfant (Der Alte und der Junge)
7. 07 - Faux gendarmes et vrais voleurs (Falsches Blaulicht)
8. 08 - Le samouraï (Der Samourai)
9. 09 - Prise d'otages (Endstation fur alle)

### Saison 2 (1997)

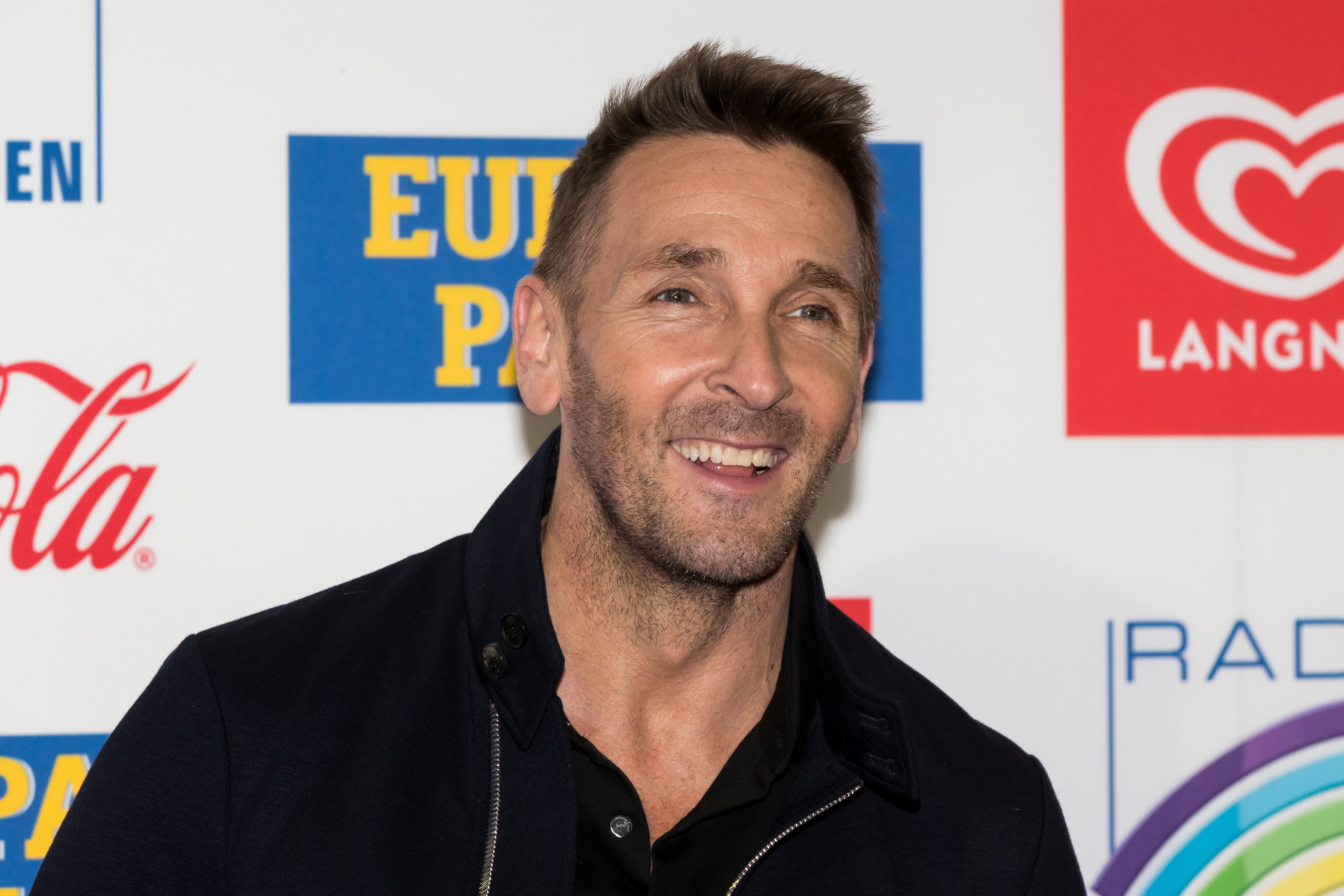
Mark Keller, interprète d'André Fux.

Elle a été diffusée du 11 mars au 14 avril 1997 et est composée de six épisodes.
En France, elle est diffusée du 18 au 26 mars 1999 sur TF1.
1. 10 - L'enfant abandonné (Ausgesetz)
2. 11 - De sang froid (Kaltblütig)
3. 12 - Le fusil à pompe (Shotgun)
4. 13 - Atterrissage en catastrophe (Notlandung)
5. 14 - L'attentat (Das attentat)
6. 15 - La fille perdue (Die verlorene Tochter)

### Saison 3 (1997)
Elle a été diffusée du 14 octobre au 2 décembre 1997 et est composée de six épisodes.
En France, elle est diffusée du 29 mars au 4 mai 1999 sur TF1.
1. 16 - Collision (Crash)
2. 17 - Révision générale (Generalprobe)
3. 18 - La taupe (Kindersorgen)
4. 19 - Panne de freins (Bremsversagen)
5. 20 - Vengeance amère (Rache ist süb)
6. 21 - Les pillards (Raubritter)

### Saison 4 (1998)
Elle a été diffusée du 3 mars au 18 juin 1998 et est composée de dix épisodes.
En France, elle est diffusée du 6 au 27 mai 1999 sur TF1.
1. 22 - Les enfants du soleil (Sonnenkinder)
2. 23 - Jalousie criminelle (Tödlicher Ruhm)
3. 24 - Le tournoi de tennis (Volley stop)
4. 25 - Courte pause (Kurze Rast)
5. 26 - Affaire de famille (Leichenwagen)
6. 27 - L'empoisonneur (Gift)
7. 28 - Entre deux fronts (Zwischen den Fronten)
8. 29 - Arnaques (Schnäppchenjäger)
9. 30 - Le ver dans le fruit (Faule Äpfel)
10. 31 - Coup bas (Schlag zu)

### Saison 5 (1998)
Elle a été diffusée du 1er octobre au 19 novembre 1998 et est composée de huit épisodes.
En France, elle est diffusée du 29 mars au 15 juin 1999 sur TF1.
1. 32 - Le léopard fou (Ein Leopard läuft Amok)
2. 33 - La dernière chance (Die letzte Chance)
3. 34 - Sables mouvants (Tödlicher Sand)
4. 35 - Dans la ligne de mire (Im Fadenkreuz)
5. 36 - Un enfant disparaît (Im Nebel verschwunden)
6. 37 - L'auto-stoppeuse (Die Anhalterin)
7. 38 - Témoignage (Der tote Zeuge)
8. 39 - Le joker (Der Joker)

### Saison 6 (1999)
Elle a été diffusée du 18 mars au 6 mai 1999 et est composée de huit épisodes dont un en deux parties.
En France, elle est diffusée du 17 juin 1999 au 10 mai 2000 sur TF1 à intervalle irrégulier.
1. 40 - Carburant (Treibstoff)
2. 41 - Cargaison mortelle (Tödliche Ladung)
3. 42 - Le rituel (Brennender Ehrgeiz)
4. 43 - Guerrier de l'ombre (Schattenkrieger)
5. 44 - Taxi 541 (Taxi 541)
6. 45 - Le Juge (Der Richter)
7. 46 - Une seconde d'éternité (Der Tod eines Jungen) — [1/2].
8. 47 - Le dernier combat (Ein einsamer Sieg) — [2/2].

### Saison 7 (1999-2000)

René Steinke, interprète de Tom Kranich.

Elle a été diffusée du 16 décembre 1999 au 2 mars 2000 et est composée de onze épisodes dont un de 90 minutes.
En France, elle est diffusée du 6 janvier au 4 avril 2001 sur TF1.
1. 48 - La voiture folle (Höllenfahrt auf der A4) — 90 min.
2. 49 - Le point de non retour (Blinde Liebe)
3. 50 - Les tulipes d'Amsterdam (Tulpen aus Amsterdam)
4. 51 - Mauvaise surprise (Eine böse Überraschung)
5. 52 - Le lièvre et la tortue (Hase und Igel)
6. 53 - Retour de flamme (Highway Maniac)
7. 54 - Les ailes du passé (Auf der Flucht)
8. 55 - Jouets dangereux (Gefährliches Spielzeug)
9. 56 - L'arme mystérieuse (Geheimnisvolle Macht)
10. 57 - Un coin de paradis (Die hütte am See)
11. 58 - La rose noire (Die Schwarze Rose)

### Saison 8 (2000)
Elle a été diffusée du 9 novembre au 14 décembre 2000 et est composée de cinq épisodes.
En France, elle est diffusée du 28 février au 28 mars 2001 sur TF1.
1. 59 - L'amnésique (Verlorene Erinnerungen)
2. 60 - Meurtre d'un souteneur (Janina)
3. 61 - Une vieille histoire (Der Maulwurf)
4. 62 - Échec et mat (Schachmatt)
5. 63 - La chance d'une vie (Schumanns große chance)

### Saison 9 (2001)
Elle a été diffusée du 5 avril au 31 mai 2001 et est composée de six épisodes dont un de 90 minutes.
En France, elle est diffusée du 16 septembre au 27 décembre 2001 sur TF1.
1. 64 - Détournement sur la ligne 834 (Todesfahrt der linie 834) — 90 min.
2. 65 - Tir à vue (Fieberträume)
3. 66 - La mariée était en retard (Der Tod aus dem motor)
4. 67 - Entre deux chaises (Zwischen allen stühlen)
5. 68 - L'appât du gain (Crash Kommerz)
6. 69 - Pile ou face (Liebe bis in den Tod)

### Saison 10 (2001)
Elle a été diffusée du 8 novembre au 20 décembre 2001 et est composée de six épisodes.
En France, elle est diffusée du 14 octobre 2001 au 2 novembre 2004 sur TF1 à intervalle irrégulier.
1. 70 - Le rêve devient réalité (Schmölders Traum)
2. 71 - Piège mortel (Doppelter Alptraum)
3. 72 - Avis de recherche (Tina und Aysim)
4. 73 - Excès de vitesse (Highspeed)
5. 74 - Faux frères (Feindliche Brüder)
6. 75 - La veuve noire (Schwarze Witwe)

### Saison 11 (2002)
Elle a été diffusée du 14 février au 2 mai 2002 et est composée de huit épisodes.
En France, elle est diffusée du 5 décembre 2001 au 25 novembre 2004 sur TF1 à intervalle irrégulier.
1. 76 - Relais routier (Truckstop)
2. 77 - Mauvaise pioche (Falsches Spiel)
3. 78 - Le bonheur était de courte durée (Kurzes Gluck)
4. 79 - Un amour éternel (Ehrensache)
5. 80 - C'est encore loin l'Amérique (Der Rennstall)
6. 81 - La marque du serpent (Der Kleine)
7. 82 - Les maîtres chanteurs (Schwarze Schafe)
8. 83 - Amnésie totale (Black out)

### Saison 12 (2002)
Elle a été diffusée du 5 septembre au 7 novembre 2002 et est composée de neuf épisodes dont un de 90 minutes.
En France, elle est diffusée du 7 septembre 2003 au 17 novembre 2004 sur TF1 à intervalle irrégulier.
1. 84 - L'engrenage (Hetzjagd) - 90 min.
2. 85 - Art mortel (Tödliche Kunst)
3. 86 - Œil pour œil (Im Kreuzfeuer)
4. 87 - Sans défense (Wehrlos)
5. 88 - Écoutes mortelles (Bis zum bitteren Ende)
6. 89 - Le crime parfait (Der Perfekte Mord)
7. 90 - Père et fils (Vater und Sohn)
8. 91 - Le prix de la vie (Die Clique)
9. 92 - Vengeance par procuration (Späte rache)

### Saison 13 (2003)
Elle a été diffusée du 13 mars au 10 avril 2003 et est composée de cinq épisodes dont un en deux parties.
En France, elle est diffusée du 9 novembre 2003 au 22 novembre 2004 sur TF1 à intervalle irrégulier.
1. 93 - Profession à risque (Tod eines Reporters)
2. 94 - Coup de folie (Ein tiefer Fall)
3. 95 - Question de confiance (Verraten und Verkauft)
4. 96 - Les ombres du passé (Schatten der Vergangenheit) — [1/2].
5. 97 - Démission (Abschied) — [2/2].

### Saison 14 (2003)

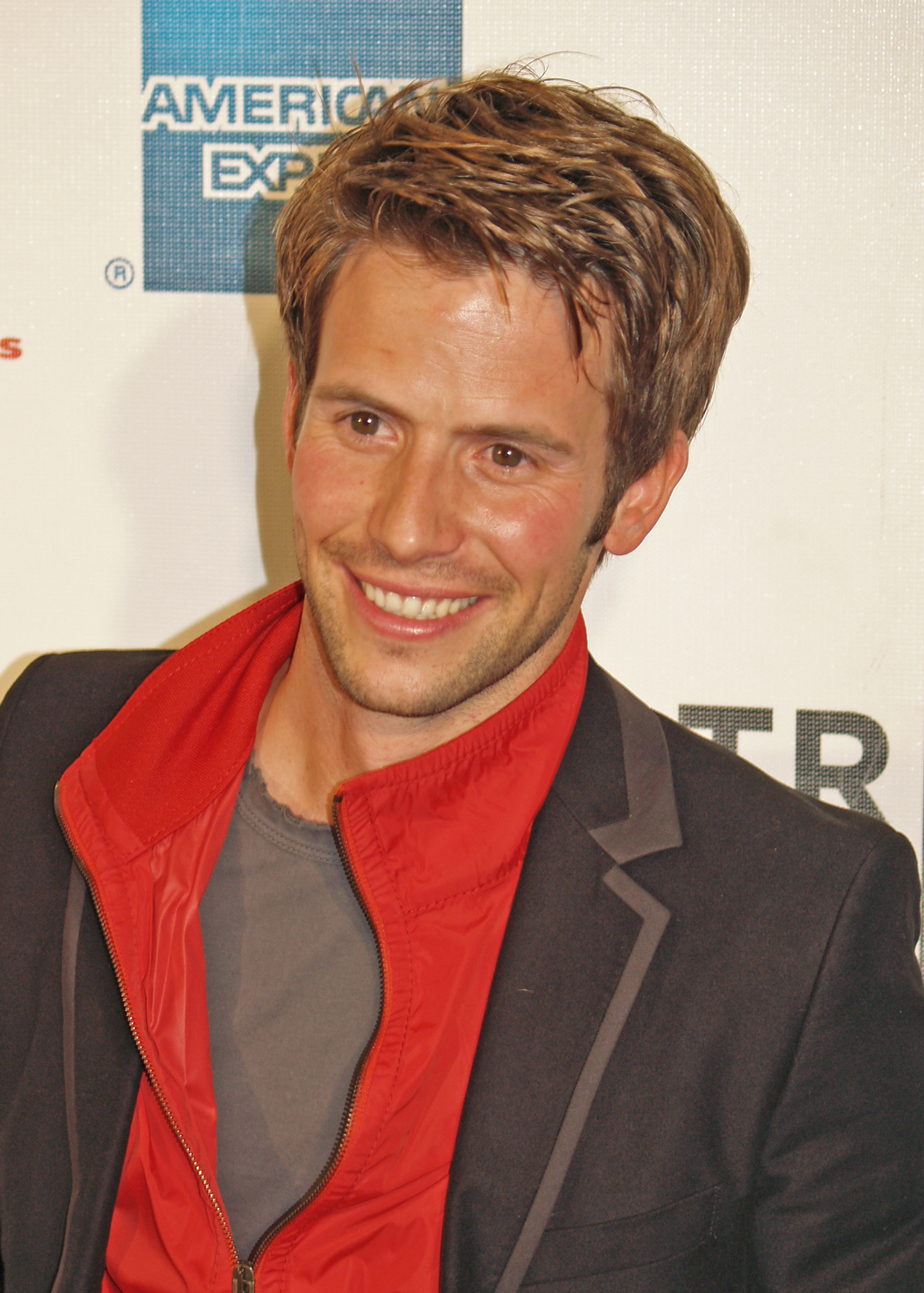
Christian Oliver, interprète de Jan Richter.

Elle a été diffusée du 11 septembre au 30 octobre 2003 et est composée de neuf épisodes dont un de 90 minutes.
En France, elle est diffusée du 14 octobre 2003 au 21 mars 2004 sur TF1 à intervalle irrégulier.
1. 98 - Baptême du feu (Feuertaufe) — 90 min.
2. 99 - Attention ! Feux verts (Falsche signale)
3. 100 - Boum ! (Gegen die Zeit)
4. 101 - Une grande famille (Familienbande)
5. 102 - Diamants en transit (Tödliche Fracht)
6. 103 - Mort accidentelle (Der Aufprall)
7. 104 - À la vie, à la mort (Rock'n 'Roll)
8. 105 - Mise à feu (Countdown)
9. 106 - Œil de lynx (Der Detektiv)

### Saison 15 (2004)
Elle a été diffusée du 18 mars au 15 mai 2004 et est composée de neuf épisodes.
En France, elle est diffusée du 25 janvier 2004 au 12 mars 2006 sur TF1 à intervalle irrégulier.
1. 107 - Les amateurs (Leichte Beute)
2. 108 - Couverture diplomatique (Ohne Ausweg)
3. 109 - Les gentleman cambrioleurs (Heinrich und Paul)
4. 110 - Prise pour cible (Im Visier des Todes)
5. 111 - Sabotage (Sabotage)
6. 112 - La liste noire (Die Töde Liste)
7. 113 - Sous couverture (Undercover)
8. 114 - Ennemi intime (Vertrauter Feind)
9. 115 - Tentative d'intimidation (Die Zeugin)

### Saison 16 (2004)
Elle a été diffusée du 9 septembre au 18 novembre 2004 et est composée de dix épisodes dont un de 90 minutes.
En France, elle est diffusée du 8 janvier au 9 avril 2006 sur TF1.
1. 116 - Pour le meilleur et pour le pire (Für immer und ewig) — 90 min.
2. 117 - À tout prix (Um jeden Preis)
3. 118 - Camarades en détresse (Freunde in Not)
4. 119 - Classé X (Showdown)
5. 120 - L'énigme (Wer wind säht)
6. 121 - Gendarme ou voleur ? (Feuer und Flamme)
7. 122 - La reine mère (Muttertag)
8. 123 - À chacun sa loi (Gnadenlos)
9. 124 - Faux amis (Falsche Freundschaft)
10. 125 - Plein gaz (Extrem)

### Saison 17 (2005)

René Steinke dans le rôle de Tom Kranich.

Cette saison marque le retour de René Steinke dans le rôle de Tom Kranich. Elle a été diffusée du 10 février au 31 mars 2005 et est composée de huit épisodes.
En France, elle est diffusée du 27 août au 29 octobre 2008 sur TMC à intervalle irrégulier.
1. 126 - Chantage à la bombe (Comeback)
2. 127 - Un voisin suspect (Der Kommissar)
3. 128 - Un jour héroïque (Heldentage)
4. 129 - Des vacances perturbées (Hochspannung)
5. 130 - Trafic sauvage (Jäger und gejagte)
6. 131 - Cobra en danger (Feindliche Ubernahme)
7. 132 - Revanche explosive (Explosiv)
8. 133 - Jouer avec le feu (Feueralarm)

### Saison 18 (2005)
Elle a été diffusée du 15 septembre au 20 octobre 2005 et est composée de cinq épisodes.
En France, elle est diffusée du 23 octobre 2007 au 19 novembre 2008 sur TMC à intervalle irrégulier.
1. 134 - Trop forte tentation (Brennpunkt: Autobahn)
2. 135 - Froide vengeance (Notwehr)
3. 136 - Acte de courage (Zivilcourage)
4. 137 - Partie de chasse (Auf der Jagd)
5. 138 - Délit de fuite (Kleine Schwester)

### Saison 19 (2006)
Elle a été diffusée du 30 mars au 18 mai 2006 et est composée de sept épisodes.
En France, elle est diffusée du 10 septembre 2008 au 25 février 2009 sur TMC à intervalle irrégulier.
1. 139 - La tentation (Unter Verdacht)
2. 140 - Le grand saut (Am Abgrund)
3. 141 - Délires (Fieber)
4. 142 - Pistes brouillées (Außer Kontrolle)
5. 143 - La fuite en avant (Kein Weg zuruck)
6. 144 - Flashback (Flashback)
7. 145 - Trafic (Unter Feuer)

### Saison 20 (2006)
Elle a été diffusée du 7 septembre au 16 novembre 2006 et est composée de douze épisodes.
En France, elle est diffusée du 10 décembre 2008 au 25 mars 2009 sur TMC à intervalle irrégulier.
1. 146 - Double jeu (Vertrauenssache)
2. 147 - L'enlèvement (Volles Risiko)
3. 148 - La mort en face (Im Angesicht des Todes)
4. 149 - Le choix de Laura (Lauras Entscheidung)
5. 150 - Une question de conduite (Tödliche Bewährung)
6. 151 - Entre amis (Freundschaft)
7. 152 - Deuxième chance (Die zweite Chance)
8. 153 - Tel père, tel fils (Frankie)
9. 154 - Parole tenue (Das Versprechen)
10. 155 - Le dernier coup (Der letzte Coup)
11. 156 - L'as du volant (Der Fahrer)
12. 157 - À cloche pied (Hals-und Beinbruch)

### Saison 21 (2007)

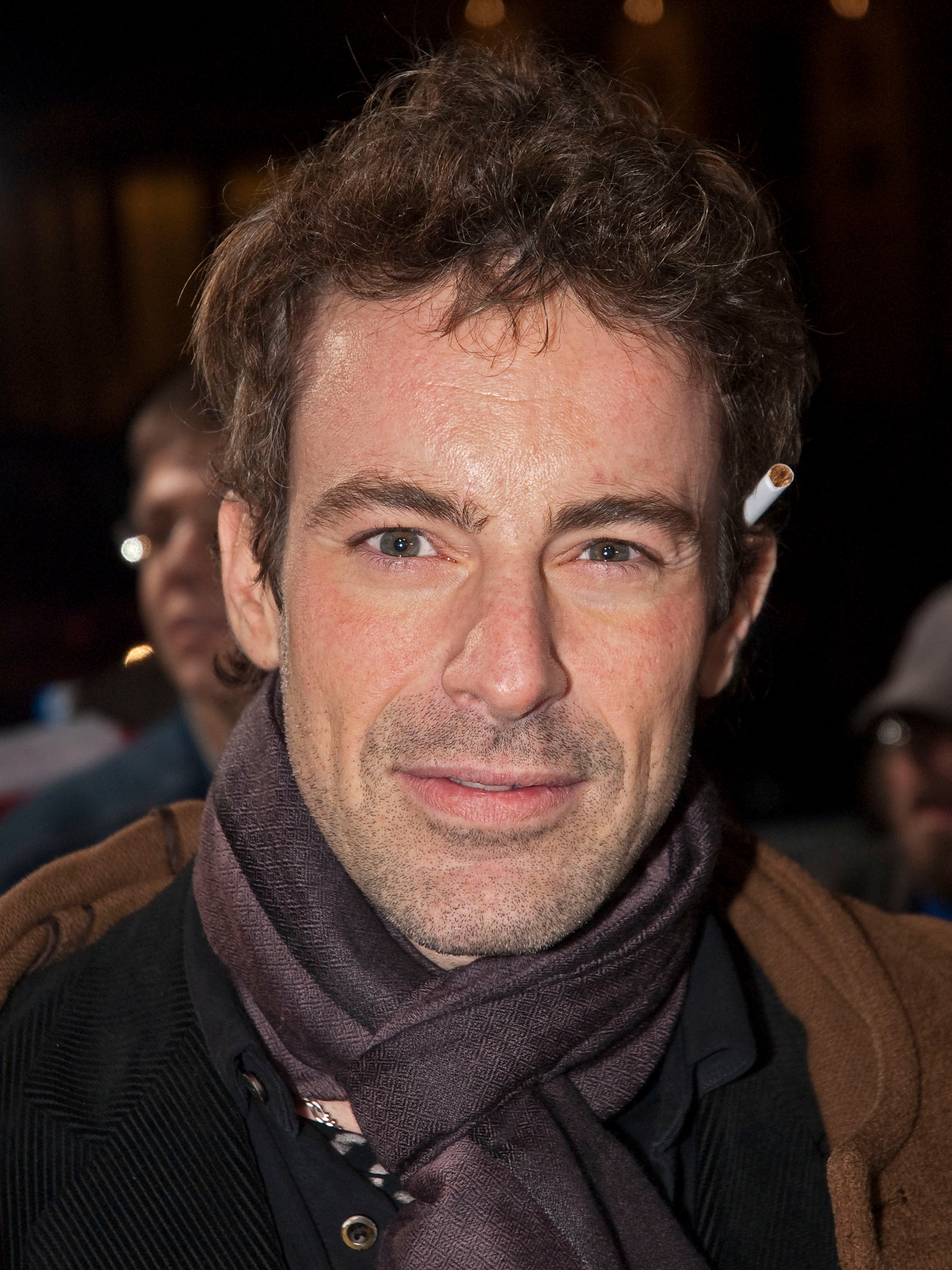
Gedeon Burkhard, interprète de Chris Ritter.

Elle a été diffusée du 22 mars au 10 mai 2007 et est composée de huit épisodes dont un de 90 minutes.
En France, elle est diffusée du 29 octobre 2008 au 1er avril 2009 sur TMC à intervalle irrégulier.
1. 158 - Tourner la page (Auf Leben und Tod) — 90 min.
2. 159 - Les meilleures intentions (In bester Absicht)
3. 160 - Retour vers le passé (Nemesis)
4. 161 - Sans foi ni loi (Die Partner)
5. 162 - Trouble fête (Gegen jede Regel)
6. 163 - Mort sur ordonnance (Der Staatsanwalt)
7. 164 - Fuites en série (Todfeinde)
8. 165 - Petits crimes entre amis (Schuld und Sühne)

### Saison 22 (2007)
Elle a été diffusée du 20 septembre au 1er novembre 2007 et est composée de sept épisodes.
En France, elle est diffusée du 17 décembre 2008 au 9 septembre 2009 sur TMC à intervalle irrégulier.
1. 166 - Kidnapping ou Julia-M (Entführt)
2. 167 - L'attrape-cœur (Infarkt)
3. 168 - Les traîtres (Rattennest)
4. 169 - Le grain de sable (Ausgeliefert)
5. 170 - Trafic mortel (Alte Schule)
6. 171 - L'instant de vérité (Die Stunde der Wahrheit)
7. 172 - Le coupable idéal (Familiensache)

### Saison 23 (2008)
Elle a été diffusée du 13 mars au 24 avril 2008 et est composée de sept épisodes dont un de 90 minutes.
En France, elle est diffusée du 27 mai au 7 octobre 2009 sur TMC à intervalle irrégulier.
1. 173 - Peur sur la ville (Stadt in Angst) — 90 min.
2. 174 - Le collecteur ou Lourdes dettes (Inkasso)
3. 175 - Récidive ou Erreur de jeunesse (Auge um Auge)
4. 176 - Comme chien et chat ou Un cœur à prendre (Leben und leben lassen)
5. 177 - La grande escroquerie (Totalverlust)
6. 178 - Le projet Exodus ou Exodus (Exodus)
7. 179 - Retrouvailles (Unter Feinden)

### Saison 24 (2008)

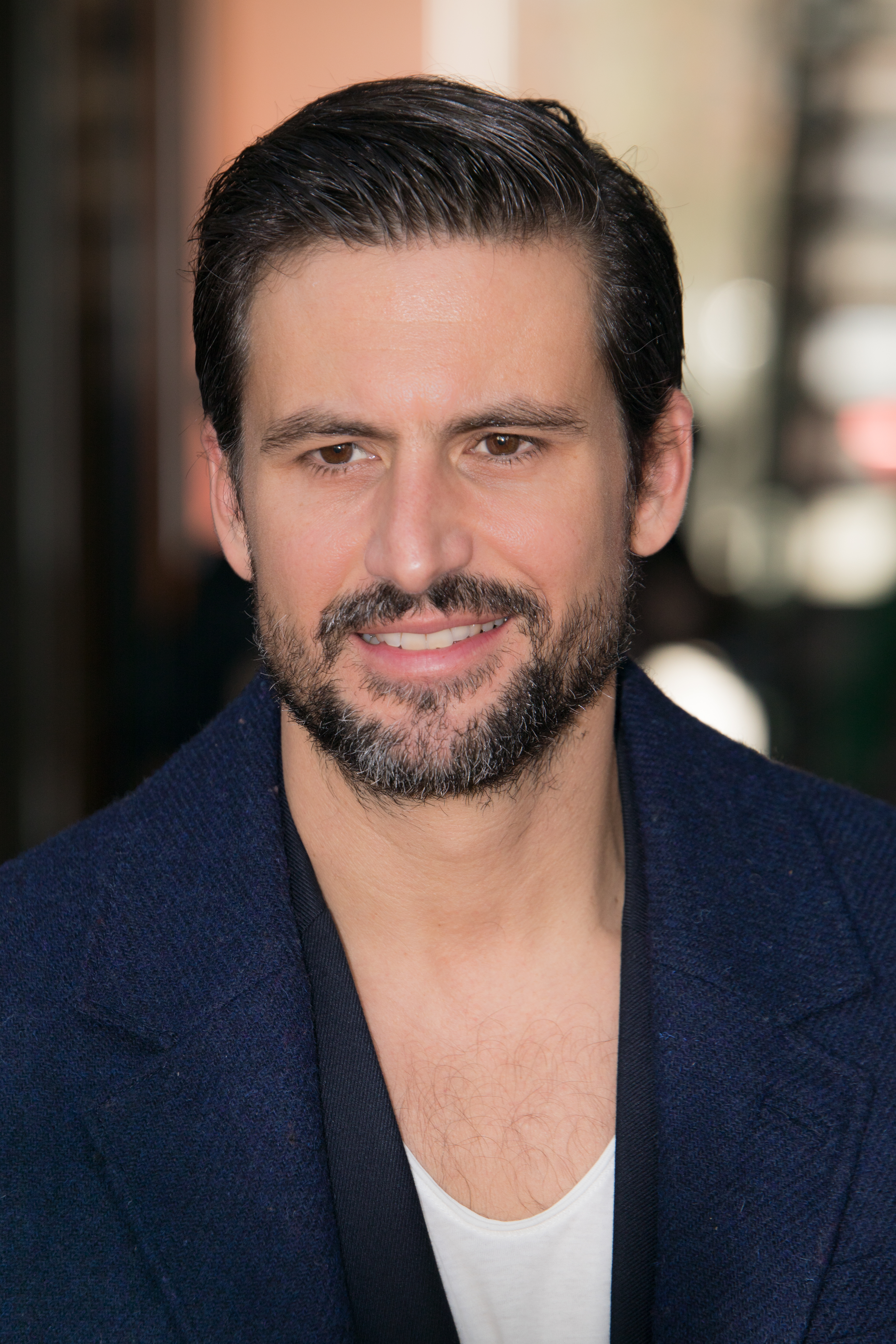
Tom Beck, interprète de Ben Jäger.

Elle a été diffusée du 4 septembre au 30 octobre 2008 et est composée de neuf épisodes dont un de 90 minutes.
En France, elle est diffusée du 6 février au 13 mars 2010 sur TMC.
1. 180 - Justice pour un ami disparu (Auf eigene Faust) — 90 min.
2. 181 - La fureur de gagner (Am Ende der Jugend)
3. 182 - Pour l'amour de Sarah (Rabenmutter)
4. 183 - Tout ça pour ça (Schattenmann)
5. 184 - Mécanisme de précision (Unter Druck)
6. 185 - Bulles d'oxygène (Wer einmal lügt)
7. 186 - Erreur de jugement (Der Verrat)
8. 187 - La force des sentiments (Die Leibwächter)
9. 188 - Claustrophobie (Begraben)

### Saison 25 (2009)
Elle a été diffusée du 5 mars au 9 avril 2009 et est composée de six épisodes.
En France, elle est diffusée du 20 mars 2010 au 15 janvier 2012 sur TMC à intervalle irrégulier.
1. 189 - Un verre de trop (Im Aus)
2. 190 - Mariage menacé (Die Braut)
3. 191 - La tête dans les étoiles (Genies unter sich)
4. 192 - Fenêtre sur cour (Das Komplot)
5. 193 - Chasse au trésor (Die schwarze Madonna)
6. 194 - Dessous de table (Himmelfahrtskommando)

### Saison 26 (2009)
Elle a été diffusée du 3 septembre au 29 octobre 2009 et est composée de neuf épisodes dont un de 90 minutes.
En France, elle est diffusée du 23 janvier au 3 février 2012 sur TMC.
1. 195 - La fin du monde (Das Ende der Welt) — 90 min.
2. 196 - Le Cartel (Das Kartell)
3. 197 - Pour l'amour d'un frère (Bruderliebe)
4. 198 - Opération Gémini (Operation Gemini)
5. 199 - Haute voltige (Der Panther)
6. 200 - Des liens explosifs (Der verlorene Sohn)
7. 201 - Petit trafic entre amis (Alte Freunde)
8. 202 - L'effet d'une bombe (Rhein in flammen)
9. 203 - Le mauvais choix (Geliebter Feind)

### Saison 27 (2010)
Elle a été diffusée du 11 mars au 22 avril 2010 et est composée de six épisodes.
En France, elle est diffusée du 8 au 16 mai 2013 sur TMC.
1. 204 - Une longue absence (Koma)
2. 205 - Cyberstorm (Cyberstorm)
3. 206 - Mauvaise posture (Kopfgeld auf Kim Krüger)
4. 207 - Le premier de la classe (Tag der Finsternis)
5. 208 - De père en fils (Spurlos)
6. 209 - Opération Tigre (Codename Tiger)

### Saison 28 (2010)
Elle a été diffusée du 2 septembre au 14 octobre 2010 et est composée de sept épisodes dont un de 90 minutes.
En France, elle est diffusée du 17 mai au 27 juin 2013 sur TMC.
1. 210 - L'école buissonnière (Der Anschlag) — 90 min.
2. 211 - Pour la vie d'un ami ou Cobra dans la place (Für das Leben eines Freundes)
3. 212 - Un sou est un sou (Der Prüfer)
4. 213 - La honte de la famille (Der letzte Tag)
5. 214 - Le bonhomme de neige (Turbo & Tacho)
6. 215 - Gravé pour l'éternité (Formel Zukunft)
7. 216 - Une nuit pas si douce (Der Angriff)

### Saison 29 (2011)
Elle a été diffusée du 10 mars au 14 avril 2011 et est composée de six épisodes.
En France, elle est diffusée du 14 mai au 28 juin 2013 sur TMC.
1. 217 - Crédit limité (Bad Bank)
2. 218 - Sans passé (Das zweite Leben)
3. 219 - La roue tourne (Höher, schneller, weiter)
4. 220 - Et... action ! (Und Action !)
5. 221 - Le retour de la taupe (In der Schusslinie)
6. 222 - Le jumeau (Toter Bruder)

### Saison 30 (2011)
Elle a été diffusée du 15 septembre au 10 novembre 2011 et est composée de neuf épisodes dont un de 90 minutes.
En France, elle est diffusée du 3 juin au 30 septembre 2013 sur TMC.
1. 223 - Au-delà des frontières (72 Stunden Angst) — 90 min.
2. 224 - Psychothérapies de choc (Wettlauf gegen die Zeit)
3. 225 - Au cœur du danger (Mitten ins Herz)
4. 226 - Des collègues stupéfiants (Turbo & Tacho: Reloaded)
5. 227 - Victimes de la mode (En Vogue)
6. 228 - Touche pas à mon père (Familienangelegenheiten)
7. 229 - Une convalescence agitée (Babyalarm)
8. 230 - Menace intérieure (Die Verschwörung)
9. 231 - Jour de fête (Viva Colonia)

### Saison 31 (2012)
Elle a été diffusée du 8 mars au 19 avril 2012 et est composée de sept épisodes.
En France, elle est diffusée du 1er au 9 octobre 2013 sur TMC.
1. 232 - Supersonique (Überschall)
2. 233 - Le collier de diamants (Der Ex)
3. 234 - Le meilleur ami (Hundstage)
4. 235 - Enquête dans la jet set (Die Nervensäge)
5. 236 - Deux flics en cavale (Die Gejagten)
6. 237 - La double vie de Mélanie (Zerbrochen)
7. 238 - La guerre des chefs (Schlangennest)

### Saison 32 (2012)
Elle a été diffusée du 6 septembre au 4 octobre 2012 et est composée de cinq épisodes dont un de 90 minutes.
En France, elle est diffusée du 10 au 17 octobre 2013 sur TMC.
1. 239 - Les anges de la mort (Engel des Todes) — 90 min.
2. 240 - Menace sur la ville (Ohne Gewissen)
3. 241 - La vie cachée de Boris (Operation Hiob)
4. 242 - Les disparues (Bestellt, entführt, geliefert)
5. 243 - Un cousin encombrant (Gier)

### Saison 33 (2013)
Elle a été diffusée du 14 février au 18 avril 2013 et est composée de dix épisodes.
En France, elle est diffusée du 18 octobre 2013 au 11 février 2015 sur TMC à intervalle irrégulier.
1. 244 - Dangereuse rencontre (Alleingang)
2. 245 - Le roi de l'hypnose (Der Mentalist)
3. 246 - Fibre maternelle (Gestohlene Liebe)
4. 247 - Vive la campagne ! (Das Landei)
5. 248 - Le lendemain de la veille (Katerstimmung)
6. 249 - La jeune fille au pair (Das Aupairgirl)
7. 250 - Amis pour la vie (Freunde fürs Leben)
8. 251 - Extinction totale (Shutdown)
9. 252 - Destination Hawaï (Geld regiert die Welt)
10. 253  - Un choix impossible (Tödliche Wahl)

### Saison 34 (2013)
Elle a été diffusée du 24 octobre au 12 décembre 2013 et est composée de sept épisodes dont un de 90 minutes.
En France, elle est diffusée du 12 au 23 février 2015 sur TMC.
1. 254 - Retour d'un ami (Auferstehung) — 90 min.
2. 255 - Reporter sans limites (Die Nachtreporterin)
3. 256 - Avec préméditation (Vergeltung)
4. 257 - Désaccords (Das große Comeback)
5. 258 - Rien ne va plus (Die kleine Prinzessin)
6. 259 - Copain comme cochon (Wilde Tiere)
7. 260 - Changement de direction (Einsame Entscheidung)

### Saison 35 (2014)

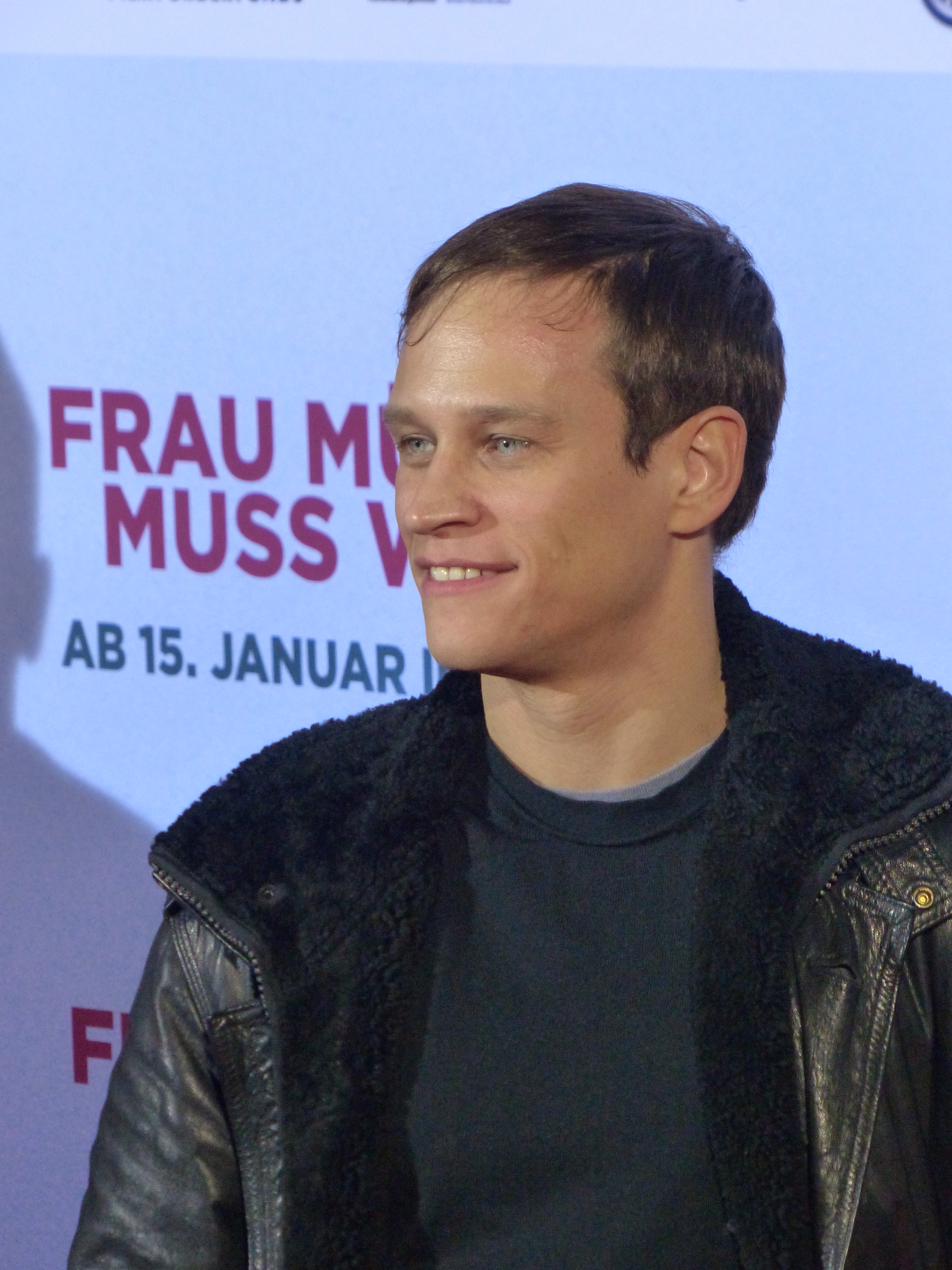
Vinzenz Kiefer, interprète d'Alex Brandt.

Elle a été diffusée du 27 mars au 15 mai 2014 et est composée de sept épisodes dont un de 90 minutes.
En France, elle est diffusée du 20 au 29 avril 2015 sur TMC.
1. 261 - Hors de Contrôle (Revolution) — 90 min.
2. 262 - Le corps du délit (Die Geisel)
3. 263 - Chasse à l'homme (Familienfest)
4. 264 - Le prix à payer (Lackschäden)
5. 265 - La bande des cinq (1983)
6. 266 - Tournoi à l'américaine (Wettkampf)
7. 267 - Les morts ne reviennent pas (Tote kehren nicht zurück)

### Saison 36 (2014)
Elle a été diffusée du 9 octobre au 27 novembre 2014 et est composée de sept épisodes dont un de 90 minutes.
En France, elle est diffusée du 30 avril au 11 mai 2015 sur TMC.
1. 268 - Un monde meilleur (Die dunkle Seite) — 90 min.
2. 269 - Impitoyable (Jung, weiblich, hochexplosiv)
3. 270 - Reprendre du service (Die Akte Stiller)
4. 271 - Prémonition (Die letzte Nacht)
5. 272 - Diamants de sang (Jump)
6. 273 - La prunelle de ses yeux (Der Beschützer)
7. 274 - A vos risques et périls (Auf eigene Gefahr)

### Saison 37 (2015)
Elle a été diffusée du 12 mars au 30 avril 2015 et est composée de huit épisodes dont un épisode en 2 parties.
En France, elle est diffusée du 13 au 22 juin 2016 sur TMC.
1. 275 - Hors course (Das letzte Rennen)
2. 276 - La mort aux trousses (Ausgelöscht 1/2) — [1/2].
3. 277 - La mort aux trousses (Ausgelöscht 2/2) — [2/2].
4. 278 - Les preuves du feu (Spiel mit dem Feuer)
5. 279 - La peur au ventre (Angst)
6. 280 - Le match de sa vie (Goal)
7. 281 - Cruelle désillusion (Wo ist Semir?)
8. 282 - L'heure des comptes (Tag der Abrechnung)

### Saison 38 (2015)
Elle a été diffusée du 10 septembre au 5 novembre 2015 et est composée de neuf épisodes dont un de 90 minutes.
En France, elle est diffusée du 23 juin 2016 au 24 juillet 2018 sur TMC à intervalle irrégulier.
1. 283 - Vendetta (Vendetta) — 90 min.
2. 284 - Le prix du sang (Blutgeld)
3. 285 - Derrière les barreaux (Lockdown)
4. 286 - Sang d'encre (Tausende Tode)
5. 287 - La horde sauvage (Duell in die Wildnis)
6. 288 - Le moteur de la vengeance (Space)
7. 289 - Une vie volée (Gestohlenes Leben)
8. 290 - Le grand combat (Die Kämpferin)
9. 291 - Les liens du cœur (Windspiel)

### Saison 39 (2016)

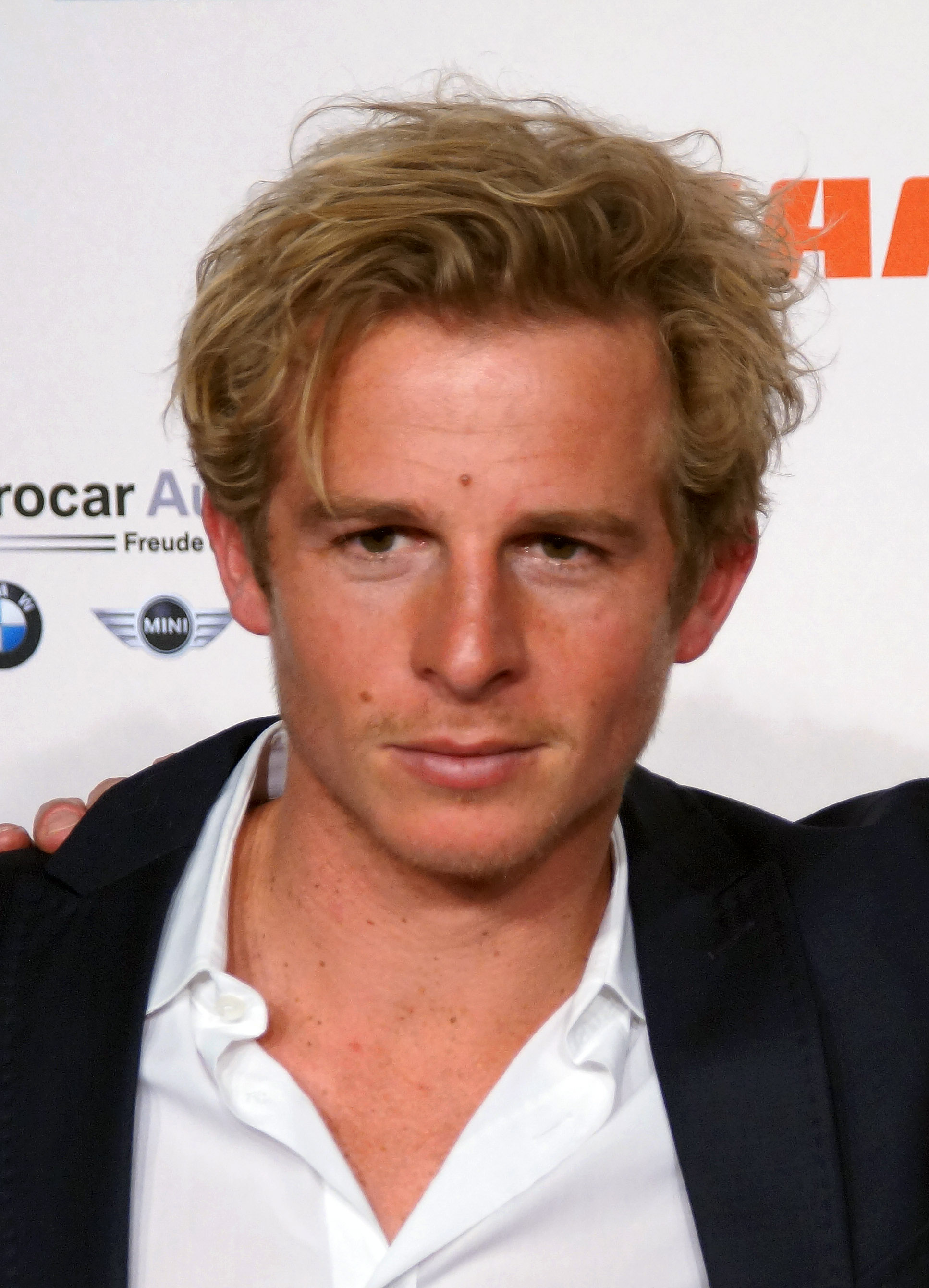
Daniel Roesner, interprète de Paul Renner.

Elle a été diffusée du 7 avril au 26 mai 2016 et est composée de sept épisodes dont un de 90 minutes.
En France, elle est diffusée du 25 au 31 juillet 2018 sur TMC.
1. 292 - Compte à rebours (Cobra, übernehmen Sie) — 90 min.
2. 293 - Terminus (Treibjagd)
3. 294 - Mortels profits (Tödlicher Profit)
4. 295 - Jour de paie (Zahltag)
5. 296 - Les jeux sont faits (Tricks)
6. 297 - L'art en guerre (Kriegsbeute)
7. 298 - De l'autre côté (Die falsche Seite)

### Saison 40 (2016)
Elle a été diffusée du 1er septembre au 17 novembre 2016 et est composée de douze épisodes.
En France, elle est diffusée du 31 juillet au 8 août 2018 sur TMC.
1. 299 - Comme au bon vieux temps (Die Chefin)
2. 300 - Dans la tête de mon père (Auf den Spuren meines Vaters)
3. 301 - Code fantôme (Phantomcode)
4. 302 - Sans mon frère (König der Diebe)
5. 303 - Bons baisers de Moscou (Liebesgrüße aus Moskau)
6. 304 - Les intraçables (Drift)
7. 305 - A bout de nerfs (Ausgebrannt)
8. 306 - Mort sans avertissement (Tod ohne Warnung)
9. 307 - La vie n'est pas un jeu (Der Ernst des Lebens)
10. 308 - Tel père, telle fille (Vaterfreuden)
11. 309 - Opération Midas (Operation Midas)
12. 310 - Terrain miné (Risiko)

### Saison 41 (2017)
Elle a été diffusée du 6 avril au 18 mai 2017 et est composée de sept épisodes.
En France, elle est diffusée du 8 au 13 août 2018 sur TMC.
1. 311 - Nudistes et chasse au trésor (FKK-Alarm für Semir)
2. 312 - Cours, Julia, cours (Atemlose Liebe)
3. 313 - Summer & Sharky (Summer & Sharky)
4. 314 - Un braquage pas comme les autres (Gefangen)
5. 315 - Le régicide (Der Königsmörder)
6. 316 - L'équipe B (Das B-Team)
7. 317 - Les fantômes du passé (Geister der Vergangenheit)

### Saison 42 (2017)
Elle a été diffusée du 14 septembre au 21 décembre 2017 et est composée de treize épisodes dont un de 90 minutes.
En France, elle est diffusée du 14 au 23 août 2018 sur TMC.
1. 318 - Un mariage à l'ouest (Jenseits von Eden) — 90 min.
2. 319 - Le prix de l'amitié (Preis der Freundschaft)
3. 320 - Parents clandestins (Eltern undercover)
4. 321 - Road Trip (Road Trip)
5. 322 - Le roi d'Ayada (Der König von Ahjada)
6. 323 - Halloween (Halloween)
7. 324 - Au nom du fils (Die verlorenen Kinder)
8. 325 - Le virus de l'amour (Alles aus Liebe)
9. 326 - Entre frères (Unter Brudern)
10. 327 - Une journée épouvantable (Ein Scheisstag)
11. 328 - Chute libre (Freier Fall)
12. 329 - Trois frères (Blut und Wasser)
13. 330 - Survivre (Uberleben)

### Saison 43 (2018)
Elle a été diffusée du 29 mars au 3 mai 2018 et est composée de six épisodes.
En France, elle est diffusée du 24 au 31 août 2018 sur TMC.
1. 331 - Bollywood mania (Hooray for Bollywood)
2. 332 - Un cadeau empoisonné (Die Autohacker)
3. 333 - Le témoin aveugle (Die Blinde Zeugin)
4. 334 - Maître Charles (Held der Strasse)
5. 335 - Secret de famille (Kein Entkommen)
6. 336 - Sortie scolaire (Klassenfahrt)

### Saison 44 (2018)
Elle a été diffusée du 13 septembre au 6 décembre 2018 et est composée de onze épisodes.
En France, elle est diffusée du 20 au 28 janvier 2020 sur NRJ 12.
1. 337 - Bons baisers de Budapest (Most Wanted)
2. 338 - Cas d'école (Harte Schule)
3. 339 - Striptease (Showtime für Paul)
4. 340 - Fracturation mortelle (5 vor 12)
5. 341 - Sami en cavale (Hetzjagd auf Semir)
6. 342 - Ambiance explosive (Bombenstimmung)
7. 343 - Un couple de choc (Das Power-Paar)
8. 344 - Amnésie (Amnesie)
9. 345 - Le carnaval des femmes (Weiberfastnacht)
10. 346 - L'ange rouge (Schutzengel)
11. 347 - Entre vie et mort (Zwischen Leben und Tod)

### Saison 45 (2019)
Elle a été diffusée du 21 mars au 6 juin 2019 et est composée de sept épisodes.
En France, elle est diffusée du 28 au 31 janvier 2020 sur NRJ 12.
1. 348 - Train d'enfer (Endstation)
2. 349 - Baptême du feu (Feuerprobe)
3. 350 - La liste (Die Liste)
4. 351 - Les gardiens d'Engonia (Die Wächter von Engonia)
5. 352 - Corruption (Schuld)
6. 353 - Le client (Der Klient)
7. 354 - Les pilules de Klaus (Die besten letzten Tage)

### Saison 46 (2019)
Elle a été initialement diffusée du 12 septembre au 14 novembre 2019 et est composée de dix épisodes dont un en deux parties. 
En France, elle est diffusée du 14 juin au 5 juillet 2023 sur NRJ 12.
1. 355 - Joyeux anniversaire (Happy Birthday)
2. 356 - À bout de souffle (Außer Atem)
3. 357 - Zoé (Zoe)
4. 358 - Nuit fatale (Verhängnisvolle Nacht)
5. 359 - L'ambulancier (Der Sani)
6. 360 - La famille avant tout (Auf Bewährung)
7. 361 - Fin de service (Dienstschluss)
8. 362 - Harcèlement (Brautalarm)
9. 363 - Héritage, partie 1 (Vermächtnis - Teil 1) — [1/2].
10. 364 - Héritage, partie 2 (Vermächtnis - Teil 2) — [2/2].

### Saison 47 (2020)

Pia Stutzenstein, interprète de Vicky Reisinger.

La diffusion originale a eu lieu du 20 août au 24 septembre 2020 et est composée de six épisodes.
En France, elle est diffusée du 5 au 19 juillet 2023 sur NRJ 12.
1. 365 - Nouveau départ (Der neue)
2. 366 - Toute la vérité (Die Ganze Wahrheit)
3. 367 - Joli nouveau monde (Schöne Neue Welt)
4. 368 - Collision (Kollision)
5. 369 - Précipice (Abgründe)
6. 370 - Un long chemin (Ein Langer Weg)

### Saison 48 (2021)
Elle est diffusée du 29 juillet au 12 août 2021 et est composée de huit épisodes, dont un en deux parties. Il s'agit de la dernière saison diffusée sous forme d'épisodes de 45 minutes.
En France, elle est diffusée du 19 juillet 2023 au 9 août 2023 sur NRJ12.
1. 371 - Une douleur silencieuse (Stiller Schmerz)
2. 372 - Impitoyable (Erbamungslos)
3. 373 - L'envol (Abflug)
4. 374 - Fausse identité (Identität)
5. 375 - Voleur volé (Völlig schmerzfrei)
6. 376 - L'ennemi intérieur (Innerer Feind)
7. 377 - L'équipe 1/2 (Das Team 1/2)
8. 378 - L'équipe 2/2 (Das Team 2/2)

### Saison 49 (2023)
À partir de cette saison, le format des épisodes change, passant de 45 minutes à celui de téléfilms événements de 90 minutes. Trois sont produits pour cette nouvelle salve.
Les trois téléfilms sont d'abord diffusés les jeudis 20 et 27 octobre 2022 puis le 2 novembre sur la plateforme payante RTL+, en streaming.
Ils sont ensuite diffusés pour la première fois à la télévision du 10 au 24 janvier 2023 sur RTL. Pour la première fois depuis 1996, la diffusion a lieu le mardi, et non plus le jeudi.
En France, la saison est diffusée du 16 au 30 août 2023 sur NRJ12. Les téléfilms sont découpés en 2 épisodes de 45 minutes et diffusés respectivement sur 3 soirées.  
1. 379 - Coopération transfrontalière (Unversöhnlich)
2. 380 - En désespoir de cause (Machtlos)
3. 381 - Sans défense (Schutzlos)

### Saison 50 (2025)
Le 1er février 2023, la chaîne renouvelle la série pour une cinquantième saison, toujours diffusée sous la forme de téléfilms.  
Le tournage commence le 20 mai 2023. Six nouveaux épisodes ont été tournées.
Cette saison est diffusée à partir du 14 janvier 2025 sur RTL, toujours dans la case du mardi. Elle voit le départ de Patrick Kalupa, présent depuis la saison 47, ainsi que l'arrivée de Tom Keune et Monika Oschek, qui interprètent les nouveaux brigadiers.
1. 382 - Kein Kinderspiel
2. 383 - Hoffnung
3. 384 - (titre inconnu)
4. 385 - (titre inconnu)
5. 386 - (titre inconnu)
6. 387 - (titre inconnu)

## Téléfilms
Alerte Cobra bénéficie de vingt-et-un téléfilms (90 minutes), coupés en France en deux épisodes de 45 minutes, et qui ouvrent une saison, d'où le nom de Téléfilm Pilote. Il arrive que ces épisodes de 90 minutes aient une importance dans le déroulement de la série avec un événement marquant qui intervient au cours de l'épisode (ex : introduction d'un personnage principal ou secondaire, mort ou démission de celui-ci, personnages en danger, etc.).
| #  | Saison    | Titre original           | Titre français                   | Diffusion originale | Audiences  | Événement(s)                                                                | Duos d'inspecteurs                       |
| -- | --------- | ------------------------ | -------------------------------- | ------------------- | ---------- | --------------------------------------------------------------------------- | ---------------------------------------- |
| 1  | Saison 1  | Bomben bei Kilometer 92  | Bombes au kilomètre 92           | 12 mars 1996        | 10 060 000 | Épisode Pilote                                                              | Franck Nolte / Hugo Fischer              |
| 2  | Saison 7  | Höllenfahrt auf der A4   | La voiture folle                 | 16 décembre 1999    | Inconnue   | Arrivée de Tom Kranich                                                      | Sami Gerçan / Tom Kranich                |
| 3  | Saison 9  | Todesfahrt der linie 834 | Détournement sur la ligne 834    | 5 avril 2001        | 7 700 000  | -                                                                           | Sami Gerçan / Tom Kranich                |
| 4  | Saison 12 | Hetzjagd                 | L'engrenage                      | 5 septembre 2002    | 5 860 000  | Arrivée de Kai-Uwe Schöder                                                  | Sami Gerçan / Tom Kranich                |
| 5  | Saison 14 | Feuertaufe               | Baptême du feu                   | 11 septembre 2003   | 6 220 000  | Arrivée de Jan Richter et d'Armand Freund                                   | Sami Gerçan / Jan Richter                |
| 6  | Saison 16 | Für immer und ewig       | Pour le meilleur et pour le pire | 9 septembre 2004    | 5 530 000  | Mariage de Sami et Andrea                                                   | Sami Gerçan / Jan Richter                |
| 7  | Saison 21 | Auf Leben und Tod        | Tourner la page                  | 22 mars 2007        | 5 780 000  | Mort de Tom Kranich, démission de Petra Schubert et arrivée de Chris Ritter | Sami Gerçan / Tom Kranich / Chris Ritter |
| 8  | Saison 23 | Stadt in Angst           | Peur sur la ville                | 13 mars 2008        | 4 250 000  | -                                                                           | Sami Gerçan / Chris Ritter               |
| 9  | Saison 24 | Auf eigene Faust         | Justice pour un ami disparu      | 4 septembre 2008    | 4 320 000  | Arrivée de Ben Jager                                                        | Sami Gerçan / Ben Jäger                  |
| 10 | Saison 26 | Das Ende der Welt        | La fin du monde                  | 3 septembre 2009    | 5 140 000  | Arrivée de Sturmi                                                           | Sami Gerçan / Ben Jäger                  |
| 11 | Saison 28 | Der Anschlag             | L'école buissonnière             | 2 septembre 2010    | 5 180 000  | -                                                                           | Sami Gerçan / Ben Jäger                  |
| 12 | Saison 30 | 72 Stunden Angst         | Au-delà des frontières           | 15 septembre 2011   | 4 980 000  | Mort d'Henri Grandberger et découverte de la fille cachée de Sami           | Sami Gerçan / Ben Jäger                  |
| 13 | Saison 32 | Engel des Todes          | Les anges de la mort             | 6 septembre 2012    | 4 240 000  | Mort de Sturmi                                                              | Sami Gerçan / Ben Jäger                  |
| 14 | Saison 34 | Auferstehung             | Retour d'un ami                  | 24 octobre 2013     | 3 930 000  | Retour et mort d'André Fux                                                  | Sami Gerçan / Ben Jäger / André Fux      |
| 15 | Saison 35 | Revolution               | Hors de contrôle                 | 27 mars 2014        | 3 610 000  | Arrivée d'Alex Brandt                                                       | Sami Gerçan / Alex Brandt                |
| 16 | Saison 36 | Die Dunkle Seite         | Un monde meilleur                | 9 octobre 2014      | 3 340 000  | Arrivée de Félix                                                            | Sami Gerçan / Alex Brandt                |
| 17 | Saison 38 | Vendetta                 | Vendetta                         | 10 septembre 2015   | 3 200 000  | -                                                                           | Sami Gerçan / Alex Brandt                |
| 18 | Saison 39 | Cobra, übernehmen Sie    | Compte à rebours                 | 7 avril 2016        | 2 870 000  | Arrivée de Paul Renner                                                      | Sami Gerçan / Paul Renner                |
| 19 | Saison 42 | Jenseits von Eden        | Un mariage à l'ouest             | 14 septembre 2017   | 2 690 000  | Second mariage de Sami et Andréa                                            | Sami Gerçan / Paul Renner                |
| 20 | Saison 46 | Vermaechtnis             | Héritage                         | 14 novembre 2019    | Inconnue   | Mort de Kim Krüger, départ de Paul, Jenny, Finn et Armand                   | Sami Gerçan / Paul Renner                |
| 21 | Saison 48 | Das Team                 | L'équipe                         | 12 août 2021        | 1 380 000  | Vicky en danger de mort, Sami se retrouve en prison.                        | Sami Gerçan / Vicky Reisinger            |

## Série dérivée:Alerte Cobra: Team 2
Une deuxième série d'Alerte Cobra, Alarm für Cobra 11 - Einsatz für Team 2, est diffusée en Allemagne de 2002 à 2005 et en France à partir de juillet 2003.